# Iglesia de San Bartolomé (Lamosa)
La iglesia de San Bartolomé es un templo católico de la parroquia española de Lamosa.

## Descripción
La iglesia está situada en la parroquia española de Lamosa, del municipio de Covelo, perteneciente a la provincia de Pontevedra. Aparece descrita en el décimo volumen del Diccionario geográfico-estadístico-histórico de España y sus posesiones de Ultramar de Pascual Madoz con las siguientes palabras:

La igl. parr. (San Bartolomé), es de buena arquitectura, y está servida por un cura de entrada y de nombramiento del marqués de Camarasa. Se venera en esta igl. la Virgen del Libramento, muy venerada de los vec. de todos los pueblos comarcanos que especialmente acuden á rendirle culto el domingo siguiente al 8 de setiembre, celebrando una fiesta muy solemne, y acompañada de músicas, fuegos artificiales y danzas: las cuantiosas ofrendas de los fieles han servido para hermosear la igl.
(Madoz, 1847, p. 56)